# Litany
Litany è il quarto album in studio della band death metal Vader, pubblicato il 9 maggio 2000.

## Tracce
"[*]" indica le bonus track.
1. "Wings" - 3:11
2. "The One Made Of Dreams" - 1:49
3. "Xeper" - 4:01
4. "Litany" - 3:01
5. "Cold Demons" - 3:11
6. "The Calling" - 3:10
7. "North" - 1:36
8. "Forwards To Die !!!" - 1:38
9. "A World of Hurt" [*] - 1:52
10. "Red Dunes" [*] - 1:12
11. "Lord of Desert" - 1:59
12. "The World Made Flesh" - 2:48
13. "The Final Massacre" - 4:32

## Formazione
- Piotr "Peter" Wiwczarek - chitarra, voce
- Mauser - chitarra
- Shambo - basso
- Krzysztof "Doc" Raczkowski - batteria